# North Hempstead (New York)
North Hempstead est l'une des trois ville (town) située dans le comté de Nassau (État de New York, États-Unis). Selon le recensement de 2020, la population de la ville était de 237 639 habitants.
North Hempstead occupe la partie nord-ouest du comté et est limitrophe de la municipalité de New York à l'ouest. Son superviseur est Jon Kaiman, un démocrate.